# Rodolphe Töpffer
Rodolphe Töpffer (Ginevra, 31 gennaio 1799 – Ginevra, 8 giugno 1846) è stato un fumettista, illustratore, scrittore e pedagogista svizzero.
È considerato uno dei primi autori di fumetto della Storia.

## Biografia
Figlio di Wolfgang Adam Töpffer, noto pittore, fin da bambino Rodolphe avrebbe voluto seguire le orme paterne. Nel 1816 contrasse però un'infezione oculare per curare la quale, nel 1819, si trasferì a Parigi dove rimase per circa due anni. Qui proseguì gli studi, dedicandosi in particolar modo a quelli umanistici, e frequentò assiduamente gli ambienti artistici.
Nel 1820 tornò a Ginevra e, a causa dei persistenti problemi alla vista, abbandonò l'idea di diventare un pittore professionista e decise di dedicarsi all'insegnamento. Nel 1823 fondò un collegio privato e, nel 1832, venne chiamato alla cattedra di letteratura all'Università di Ginevra.
Presentato agli albori degli anni Settanta, all'epoca della «lettura che Umberto Eco offre della produzione a fumetti» nobilitandone il linguaggio, quale «pedagogo e moralista» da Gaetano Strazzulla, è considerato dallo stesso «come uno dei principali creatori del fumetto moderno inteso come racconto per immagini» e, nel 2013 Eleonora Brandigi, scrive della figura di Töpffer come «artista, ma anche come pedagogo e insegnante».
Nel 1834 diviene membro conservatore nel cantone di Ginevra carica che mantenne fino al 1841. Nel 1842 divenne polemista per il Courrier de Genève opponendosi alle riforme liberali appoggiate invece da suo padre.
Nel 1841 a Parigi intanto vengono pubblicate le Novelle Ginevrine, che saranno tradotte in diverse lingue, con una introduzione di Xavier de Maistre.«La stima ragionata di Sainte-Beuve giovò a diffonderne la fama». Ancora Felice Filippini vi nota una «nobile malinconia, apparentata da lontano con la romantica noia di un Musset».
Nel 1843 Töpffer inizierà ad avere dei seri problemi di salute che lo costringeranno, nel 1845, ad abbandonare l'insegnamento e a ritirarsi a vita privata. Morirà di epatite l'8 giugno 1846.

## Opere

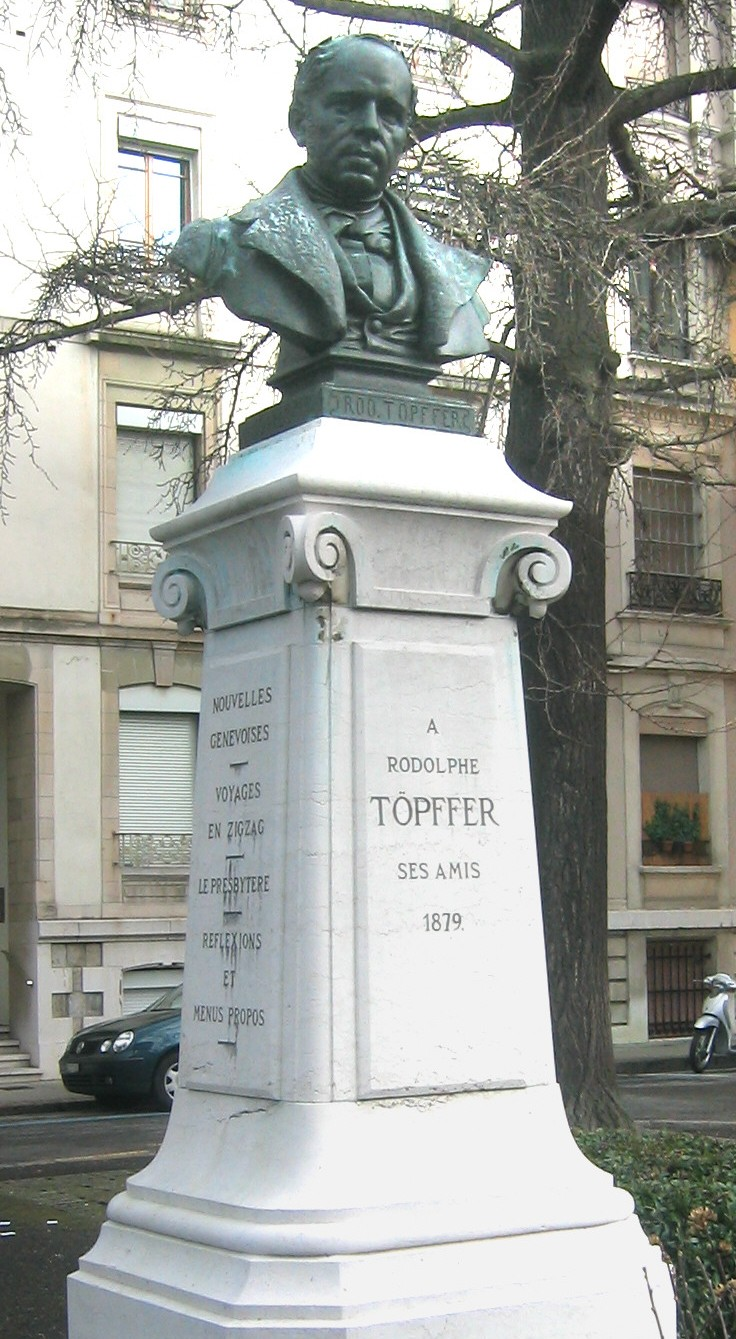
Il monumento dedicato a Töpffer a Ginevra.

Il nome di Töpffer è oggi legato ad una serie di brevi storie illustrate che egli scrisse e disegnò a partire dal 1827 per il diletto dei suoi allievi (storie non prive di intenti pedagogici) e che non era sua intenzione pubblicare. Fu solo a seguito delle pressioni di allievi ed amici, e in particolar modo di Goethe, che Töpffer, nel 1833, si decise a dare alle stampe una di queste storie Histoire de monsieur Jabot. Negli anni successivi altre sette storie verranno pubblicate e, nel 1842, una di queste verrà anche tradotta e pubblicata negli Stati Uniti, segno dell'interesse che avevano suscitato per la loro originalità espressiva. Al di là del loro valore artistico e letterario, pur pregevole, grazie a queste storie molti critici, in particolar modo in anni recenti, hanno identificato Töpffer come il primo fumettista (esercitò tra l'altro una determinante influenza anche su un altro importante precursore: il tedesco Wilhelm Busch creatore di Max und Moritz).
Del fumetto Töpffer è stato anche il primo teorico: nella prefazione all'edizione de l'Histoire de monsieur Jabot scrive: «Questo piccolo libro è di natura mista. È composto da una serie di disegni accompagnati da una o due righe di testo. I disegni senza testo avrebbero un significato oscuro. I testi senza disegno non avrebbero alcun significato» dimostrando così la consapevolezza della natura nuova del suo mezzo espressivo. In seguito egli approfondì i suoi studi sulle potenzialità espressive delle immagini frammiste al testo nel Trattato di fisiognomica pubblicato nel 1845 in cui viene analizzata l'importanza della caratterizzazione grafica dei personaggi al fine di esprimerne immediatamente la personalità.

## Cronologia delle opere
Töpffer pubblicò in vita otto storie mentre altre quattro rimasero incomplete.

### Opere pubblicate
- Histoire de monsieur Jabot realizzata nel 1831 e pubblicata nel 1833
- Histoire de monsieur Vieux Bois realizzata nel 1827 e pubblicata nel 1837 (questa storia sarà pubblicata nel 1842 negli Stati Uniti col titolo The Adventures of Obadiah Oldbuch)

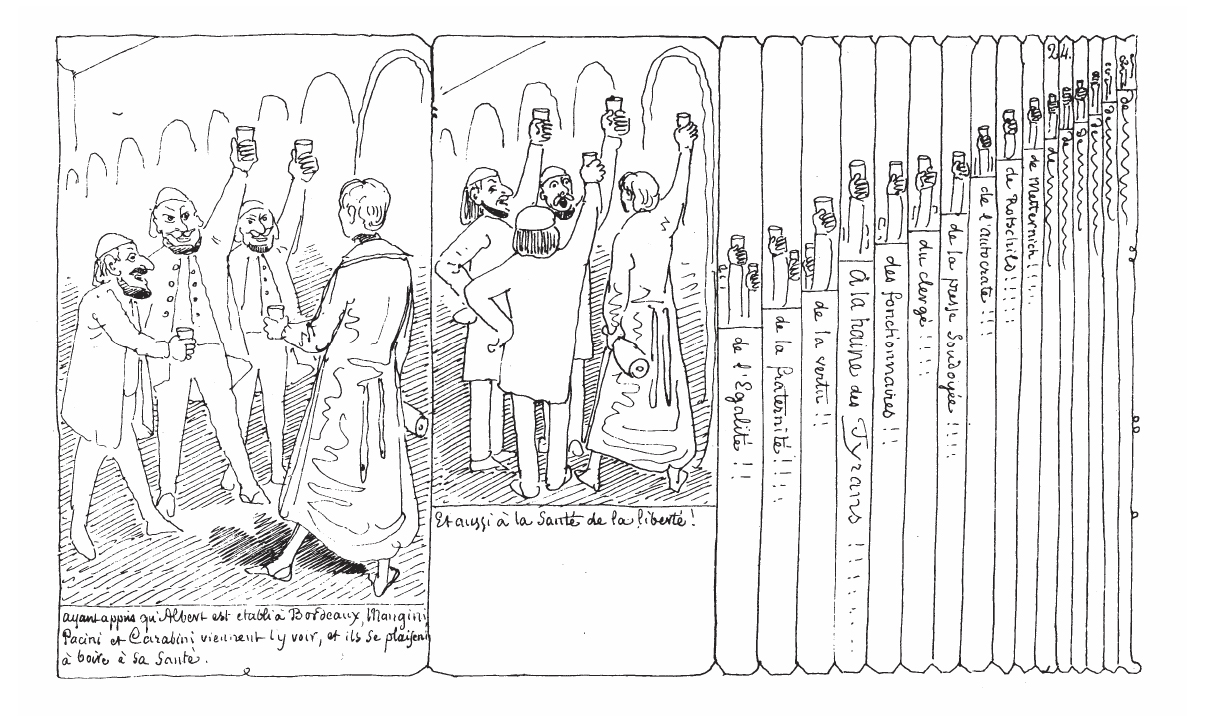
Histoire d'Albert.

- Histoire de monsieur Crepin realizzata nel 1837 e pubblicata nello stesso anno
- Monsieur Trictrac realizzata nel 1830 e pubblicata nel 1837
- Docteur Festus realizzata nel 1829 e pubblicata nel 1840
- Monsieur Pencil realizzata nel 1831 e pubblicata nel 1840
- Histoire d'Albert realizzata nel 1844 e pubblicata nel 1845
- Histoire de monsieur Cryptogame realizzata nel 1830 e pubblicata nel 1846

### Opere non pubblicate
- Histoire de monsieur Fluet et de ses quinze filles realizzata dopo il 1837
- Histoire de monsieur Fluet et de ses quinze filles realizzata tra 1830 e il 1840
- Histoire de monsieur de Boissec
- Monsieur Calicot

## Romanzi e racconti
È stato scritto che Rodolphe Töpffer «crebbe nello spirito della città di Calvino e di Rousseau» in quella città di Ginevra dove il padre si era trasferito fin dal 1793 «a dipingere scene di vita campestre e idilliaca sullo sfondo delle montagne savoiarde». Pubblicò il suo primo lungo racconto «quasi un romanzo: La Biblioteca di mio zio» nel gennaio del 1832, sulle pagine della rivista ginevrina La Bibliothèque Universelle.
- La biblioteca di mio zio e altre novelle ginevrine (Trad. di Felice Filippini), Biblioteca universale Rizzoli, Milano 1954
- Le due Scheidegg e altre novelle ginevrine (Trad. di Felice Filippini), Biblioteca universale Rizzoli, Milano 1955
- La Canonica (Trad. di Roberto Codonici),  Libreria dell'Orso, Pistoia 2002
- Voyages en zigzag, ou Excursions d'un pensionnat en vacances dans les cantons suisses et sur le revers italien des Alpes, illustrés d'aprés des dessins de l'auteur et ornés par Alexandre Calame

### Edizioni delle opere
- Kunzle David (a cura di). Rodolphe Töpffer: The Complete comic stips. University Press of Mississippi, 2007. (Contiene, con traduzione inglese, l'intera produzione fumettistica di Töpffer comprese le storie non pubblicate)
- Alfredo Castelli (a cura di). The Adventures of Obadiah Oldbuck: The First American Comic Book. Napoli, Napoli Comicon, 2003. (Contiene la versione con traduzione in inglese ed italiano della storia, oltre ad una introduzione di Robert Beerbohm e ad una storia inedita di Martin Mystère).
- Rolando Iotti, Guido Ziveri (a cura di). Le storie del signor Jabot e del signor Crépin. Roma, Lerici Editore, 1968.

### Saggi su Töpffer
- Thierry Groensteen, Benoît Peeters. Töpffer: L'Invention de la Bande Dessinée. Paris, Hermann, éditeur des sciences et des arts, 1994.
- Joachim Burmeister, Alessandra Ruspoli, David Tarallo (a cura di). Rodolphe Töpffer: il segno e l'avventura. Firenze, Mauro Pagliai Editore, 2002.
- AA.VV., I nipoti di Töpffer. Il fumetto svizzero oggi, Milano, Hazard Edizioni, 2002. ISBN 9788886991797
- Kunzle Davis. Father of comic strip: Rodolphe Töpffer. University Press of Mississippi, 2007.
- Vittorio Frigerio, Bande dessinée et littérature: intersections, fascinations, divergences, Macerata, Quodlibet, 2018, 91 p. ISBN  9788822902573